# Félix Dupanloup
Monseñor Félix Antoine Philibert Dupanloup (Saint Felix, Alta Saboya, 3 de enero de 1802-11 de octubre de 1878), teólogo, pedagogo, periodista, prelado y político saboyano y francés. 

## Biografía
Fue un hijo natural no reconocido de una obrera; su origen siempre se vio envuelto en gran misterio; quizá su padre fuera alguien de elevada cuna o posición. Escogió la carrera eclesiástica, que su madre sufragó con grandes penalidades y fue ordenado en 1825. En 1826 fue nombrado vicario de la parroquia parisina de la Madeleine y no tardó en ganarse una sólida reputación de pedagogo. Entró luego en el círculo orleanista al encargarse de la educación religiosa del duque de Burdeos. Después se encargó de reformar completamente el Seminario preparatorio de Saint-Nicolas-du-Chardonnet, que contaba con doscientos alumnos. Quiso que la élite religiosa francesa se mezclase allí con lo mejor y más preparado de las familias ricas y los alumnos pobres destacados por sus éxitos constantes. Desde 1844 fue uno de los más activos defensores de la libertad de enseñanza frente al laicismo estatal junto con Charles de Montalembert. Para conducir este combate abandonó sus funciones en el seminario en 1845 y el arzobispo de París, Affre, lo nombró canónigo de Notre-Dame. En 1848 participó en la comisión extraparlamentaria presidida por Adolphe Thiers que elaboró el texto de la ley Falloux del 15 de marzo de 1850.
Nombrado obispo de Orleans en 1849, obró muy activamente para que se reconocieran los méritos religiosos de Juana de Arco, que al fin será canonizada en 1920, cuarenta años después de la desaparición del verdadero iniciador de sus procesos de beatificación y posterior canonización. Le consagró dos panegíricos, uno en 1855 y luego otro en 1869 en que llamaba solemnemente a su canonización. Fue elegido a la Academia Francesa el 18 de mayo de 1854 en el decimosexto intento, cuando sucedió a Pierre-François Tissot. Allí se convirtió en jefe del partido devoto, oponiéndose violentamente en 1863 a la candidatura del agnóstico Émile Littré, logrando que se le rechazara, si bien al fin este fue elegido en 1871. Por parecidos motivos se opuso a las candidaturas de Hippolyte Taine y de Ernest Renan. En el Concilio Vaticano I (1869-1870) fue uno de los más destacados oponentes al dogma de la infalibilidad papal. También por entonces se hizo popular un libro antimasónico que escribió. En 1871 fue elegido diputado, como también su odiado Littré, y en 1875 fue elegido uno de los 75 senadores vitalicios por la Asamblea Nacional. Los anticlericales se inspiraron en su figura para crear la canción Le Père Dupanloup. Al concluir su vida, el obispo de Orleans pasó largas temporadas en Hyères, en casa de sus amigos el barón y la baronesa de Prailly.
Está enterrado en la Catedral de Orleans.